# Yamaoka Tesshū

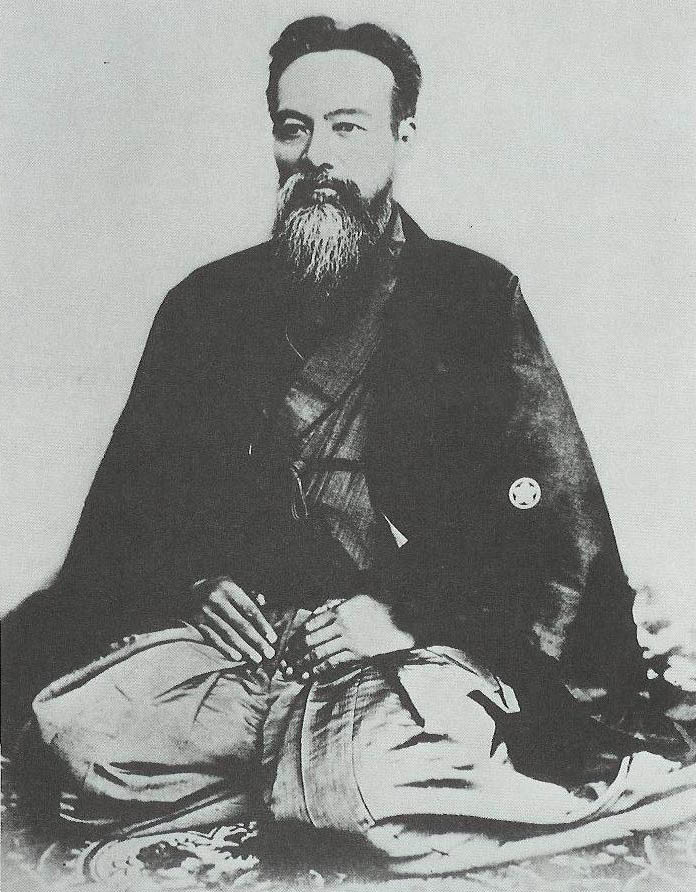
Yamaoka Tesshū âgé.

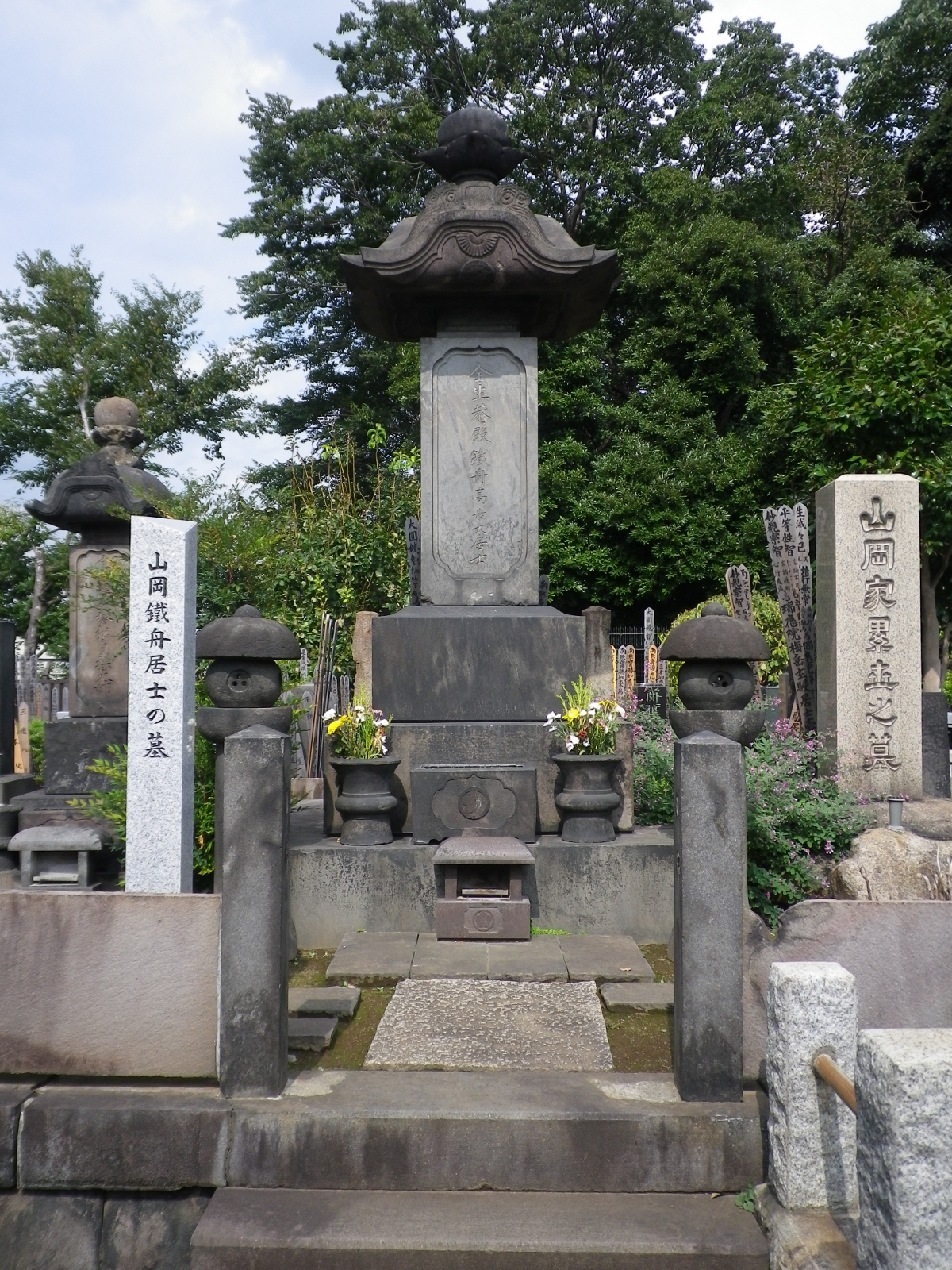
Tombe de Yamaoka Tesshū.

Yamaoka Tesshū est un nom japonais traditionnel ; le nom de famille (ou le nom d'école), Yamaoka, précède donc le prénom (ou le nom d'artiste).
Yamaoka Tesshū (山岡 鉄舟), aussi connu sous les noms de « Ono Tetsutarō » ou « Yamaoka Tetsutarōne », né le 10 juin 1836 à Edo au Japon et décédé d'un cancer de l'estomac à l'âge de 52 ans le 19 juillet 1888, est un samouraï japonais qui joua un rôle important durant la restauration de Meiji (1868) et fonda l'école d'escrime Ittō Shōden Mutō-ryū.

## Biographie
Yamaoka est né en 1836 sous le nom d'Ono Tetsutarō à Edo (actuelle Tokyo) où son père était un obligé du shogunat Tokugawa et sa mère la fille d'un prêtre shinto du sanctuaire de Kashima. Yamaoka commence l'escrime à l'âge de neuf ans dans le style traditionnel de l'école Kashima Shinden Jikishinkage-ryū. Sa famille déménage ensuite à Takayama où il commence à apprendre le style Ono-ha Ittō-ryū. À 17 ans, il retourne à Edo pour entrer à l'institut militaire gouvernemental Kobukan et l'école Yamaoka. Il veut apprendre l'art de maniement de la lance auprès du maître Yamaoka Seizan, mais celui-ci meurt juste après son arrivée. Il épouse alors la sœur de son défunt maître afin de perpétuer le nom des Yamaoka. Dès son plus jeune âge, Yamaoka fait preuve de dévouement et de talent dans la pratique des arts martiaux. Adulte, il devient connu pour plusieurs choses : son talent à l'épée, ses calligraphies et sa capacité à boire et à dormir.
En 1856, il devient professeur d'escrime à la Kobukan. En 1863, il devient l'instructeur de la Rōshigumi (une unité de rōnin, samouraïs sans maîtres, qui servait comme force auxiliaire mercenaire à l'armée du shogun). En 1868, il est nommé chef de la Seieitai, l'unité de garde du corps du 15e shogun Tokugawa Yoshinobu. Il se rend au domaine de Sunpu avec Katsu Kaishū pour négocier avec Saigō Takamori la reddition du château d'Edo aux forces impériales. D'après Kondō Katsuyuki (gardien du Daitō-ryū et spécialiste acclamé de Yamaoka), les témoignages directs des événements sont unanimes : c'est essentiellement à Yamaoka Tesshū et à Saigo Takamori que l'on doit le succès des négociations et une transition pacifique. Mais par la suite, les historiens tendirent à négliger le rôle que joua Yamaoka dans ces événements, car lui-même « se retirait toujours et laissait la gloire aux autres, c'est un autre aspect extraordinaire de sa personnalité ».
Après la restauration de Meiji de 1868, il travailla pour le domaine de Shizuoka puis devint pendant peu de temps le gouverneur de la préfecture d'Imari. Il sert plus tard à la cour de l'empereur Meiji en tant que chambellan et conseille le souverain. Il meurt à l'âge de 52 ans le 19 juillet 1888 d'un cancer de l'estomac. Juste avant sa mort, il aurait composé son premier poème d'adieu avant de s'asseoir, de fermer les yeux et de s'endormir dans la mort.

## Éveil spirituel
Yamaoka étudia l'art du sabre jusqu'au matin du 30 mars 1880 jour où il s'éveilla spirituellement grâce à la méditation, à l'âge de 45 ans. À partir de cette date, il consacra ses efforts à entretenir un dojo où il enseignait son style de combat appelé « sans épée » — un style dans lequel le samouraï réalisait qu'il n'avait pas d'ennemi et que c'était en fait la pureté de son style qu'il devait travailler. Yamaoka est célèbre pour ses œuvres d'art zen, estimées à plus d'un million de pièces.

## Apparition dans deskōan
Bien qu'il ait vécu après l'« âge d'or du zen », Yamaoka apparaît dans quelques kōan modernes. Les trois plus populaires sont :
- Nothing Exists (Rien n'existe), mettant en scène un jeune et précoce Yamaoka[1] ;
- Children of His Majesty (Les Enfants de sa majesté), mettant en scène Yamaoka dans le rôle de professeur de l'empereur[2] ;
- Storyteller's Zen (Le Conteur de zen) présentant Yamaoka comme capable d'utiliser des upaya[3].

## Source de la traduction
- (en) Cet article est partiellement ou en totalité issu de l’article de Wikipédia en anglais intitulé « Yamaoka Tesshū » (voir la liste des auteurs).